# Балестрино
Балестрино (італ. Balestrino, ліг. Barestin) — муніципалітет в Італії, у регіоні Лігурія, провінція Савона.
Балестрино розташоване на відстані близько 430 км на північний захід від Рима, 70 км на південний захід від Генуї, 32 км на південний захід від Савони.
Населення — 589 осіб (2014).
Щорічний фестиваль відбувається 30 листопада. Покровитель — Андрій Первозваний.

## Демографія
Населення за роками:

Станом на 1 січня 2023 року в муніципалітеті офіційно проживало 19 іноземців з 7 країн, серед них 4 громадяни країн Євросоюзу.

## Сусідні муніципалітети
- Кастельвеккьо-ді-Рокка-Барбена
- Черіале
- Чизано-суль-Нева
- Тоїрано
- Цуккарелло